# Screw
Screw è stato un tabloid settimanale a tema pornografico pubblicato negli Stati Uniti che aveva come target di lettori uomini eterosessuali; uno slogan in copertina recitava "Jerk-Off Entertainment for Men".

## Storia
Fu pubblicato per la prima volta nel novembre 1968 da Al Goldstein e Jim Buckley (che curò il tabloid gemello ad esso che si rivolgeva ad un pubblico omosessuale), e fu stampato settimanalmente in forma tabloid. Al suo apice, Screw vendette 140 000 copie alla settimana. Il fondatore Al Goldstein vinse una serie di cause giudiziari che ebbero risalto nazionale per la natura oscena della rivista.
Il 2 maggio 1969 Screw pubblicò il primo riferimento in stampa alla sessualità di J. Edgar Hoover, intitolata "Is J. Edgar Hoover a Fag?"
Nel 1974, Goldstein e Buckley furono accusati di 12 capi di oscenità in un tribunale federale del Kansas. Il caso si trascinò per tre anni attraverso due prove e fu finalmente risolto quando Goldstein accettò di pagare una multa di $ 30.000.
Nel 1977, il governatore dell'Alabama George Wallace citò in giudizio Screw chiedendo un risarcimento di 5 milioni di dollari per aver pubblicato l'affermazione che, secondo il tabloid, il governatore avrebbe imparato a compiere atti sessuali leggendo la rivista. Le due parti si sono accordate per un risarcimento di 12 500 dollari e Screw ha dovuto pubblicare sulle sue pagine delle scuse ufficiali.
La rivista è stata chiusa nell'ottobre 2003. Nel 2005 è stata ristampata una nuova revisione della rivista da parte di alcuni ex dipendenti.